# Фоминский (Челябинская область)
Фоминский — посёлок в Уйском районе Челябинской области России. Входит в состав Уйского сельского поселения.

## История
Согласно Закону Челябинской области от 17 сентября 2004 года № 278-ЗО «О статусе и границах Уйского муниципального района и сельских поселений в его составе» Фоминский входит в состав Уйского сельского поселения.

## География
Стоит на реке Каромзе. На южной окраине река запружена.

## Население
| 2002 | 2010 |
| ---- | ---- |
| 357  | ↗424 |

## Инфраструктура
Развитое сельское хозяйство. Личное подсобное хозяйство.

## Транспорт
Конечный пункт региональной автодороги 75К-264 Уйское — Фоминский длиной 15,827 км.